# Otto zu Oettingen-Spielberg
Fürst Otto Karl zu Oettingen-Oettingen und Oettingen-Spielberg (* 14. Januar 1815 in Oettingen; † 29. April 1882 in München) war ein deutscher Standesherr.

## Leben
Otto war der Sohn des Fürsten Johann Alois III. Anton zu Oettingen-Spielberg (* 1788; † 1855) und der Amalie Auguste von Wrede (* 1796; † 1871), Tochter des bayerischen Generalfeldmarschalls Carl Philipp von Wrede. Otto zu Oettingen-Spielberg hatte drei Geschwister und gehörte der Römisch-katholischen Kirche an.
Otto studierte Rechtswissenschaften in München. 1839 wurde er Gesandtschaftsattaché in Wien und ab 1855 Königlich bayerischer Kronobrist-Kämmerer und Kronobersthofmeister. 1871 befand er sich in besonderer Mission zu Verhandlungen mit dem Vatikan in Rom.
Es gelang ihm, seinen fürstlichen Fideikommissbesitz erfolgreich zu verbessern und zu vergrößern.
1870 wurde Otto zu Oettingen-Spielberg mit dem Großkreuz des Ordens der Württembergischen Krone und 1874 mit dem Großkreuz des Friedrichs-Ordens ausgezeichnet.

## Abgeordneter
Von 1843 bis 1882 besaß Otto ein Mandat in der Kammer der Reichsräte Bayerns.
Otto war ab 1841 bis 1874 auch Abgeordneter in der Württembergischen Kammer der Standesherren. Von 1862 bis 1864 ruhte die Stimme Ottos, weil die Regierung die standesherrliche Eigenschaft des württembergischen Grundbesitzes (Rittergut Dambach im Oberamt Ellwangen) anzweifelte. Da keine endgültige Entscheidung getroffen wurde, war Otto ab 1864 wieder Mitglied der Kammer der Standesherren. Seine Mitgliedschaft endete 1874 durch das Gesetz über die Aufhebung des Lehensverbandes und das Erlöschen der fürstlichen Lehenshoheit über das Rittergut Dambach. Ab 1871 wurde er von seinem Sohn Franz Albrecht zu Oettingen-Spielberg vertreten.

## Familie
Otto zu Oettingen-Spielberg heiratete in Prußkau (Böhmen) am 6. November 1843 Georgine Clementine Gräfin von Königsegg-Aulendorf (* 1. April 1825 in Prußkau; † 7. Juni 1877 in Graz). Aus der Ehe gingen vier Kinder hervor:
- Klementine Marie (* 23. September 1844 in Oettingen; † 6. März 1894 in Hohenems), heiratete in München am 22. Februar 1870 Klemens Graf von Waldburg zu Zeil und Trauchburg (* 21. Oktober 1842 in Mattsies; † 13. August 1904 in Hohenems)
- Camilla Amalie Caroline Notgere (* 20. September 1845 in Oettingen; † 11. November 1888 in Wien), heiratete in München am 17. Mai 1870 Ernst Prinz zu Windisch-Grätz (* 27. September 1827 in Winteritz; † 22. November 1918 in Wien)
- Franz Albrecht Johann Aloys Notger, seit 1882 Fürst zu Oettingen-Oettingen und Oettingen-Spielberg (* 21. Juni 1847 in Oettingen; † 14. Januar 1916 in München), heiratete in Wien am 24. April 1878 Sophie Prinzessin von Metternich-Winneburg (* 17. Mai 1857 in Dresden; † 11. Januar 1941 in Wien)
- Emil Franz Notger, seit 1916 Fürst zu Oettingen-Oettingen und Oettingen-Spielberg (* 31. Mai 1850 in München; † 27. Mai 1919), heiratete in Wien am 29. April 1878 Bertha Gräfin Esterházy von Galántha (* 26. September 1857 in Csákvár; † 20. November 1937 in München)